# Filchneria amabilis
Filchneria amabilis är en bäcksländeart som först beskrevs av Jewett 1958.  Filchneria amabilis ingår i släktet Filchneria och familjen rovbäcksländor. Inga underarter finns listade i Catalogue of Life.